# Mijailo Mijailović
Mijailo Mijailović (Estocolmo, 6 de diciembre de 1978) es un ciudadano exsueco de procedencia serbia. Confesó ser autor del asesinato de la ministra sueca de Asuntos Exteriores Anna Lindh el 10 de septiembre de 2003. Mijailović apuñaló al menos tres veces a Anna Lindh, una de ellas en el abdomen; los dos otras de ellas impactó en los brazos. Fue encarcelado el 2 de diciembre de 2004 y condenada a cadena perpetua por el asesinato.